# Sutton Grange
Sutton Grange – osada w Anglii, w hrabstwie ceremonialnym North Yorkshire, w dystrykcie (unitary authority) North Yorkshire, w civil parish North Stainley with Sleningford. Leży 5 km od miasta Ripon. W 1971 roku civil parish liczyła 40 mieszkańców. Sutton Grange jest wspomniana w Domesday Book (1086) jako Sudton/Sudtunen.